# 米哈伊爾科格爾尼恰努鄉 (圖爾恰縣)
45°02′N 28°44′E / 45.033°N 28.733°E
米哈伊爾科格爾尼恰努鄉（羅馬尼亞語：Comuna Mihail Kogălniceanu, Tulcea），是羅馬尼亞的鄉份，位於該國東南部，由圖爾恰縣負責管轄，面積140平方公里，海拔高度24米，2002年人口3,277，人口密度每平方公里23人。